# Yverdon-les-Bains

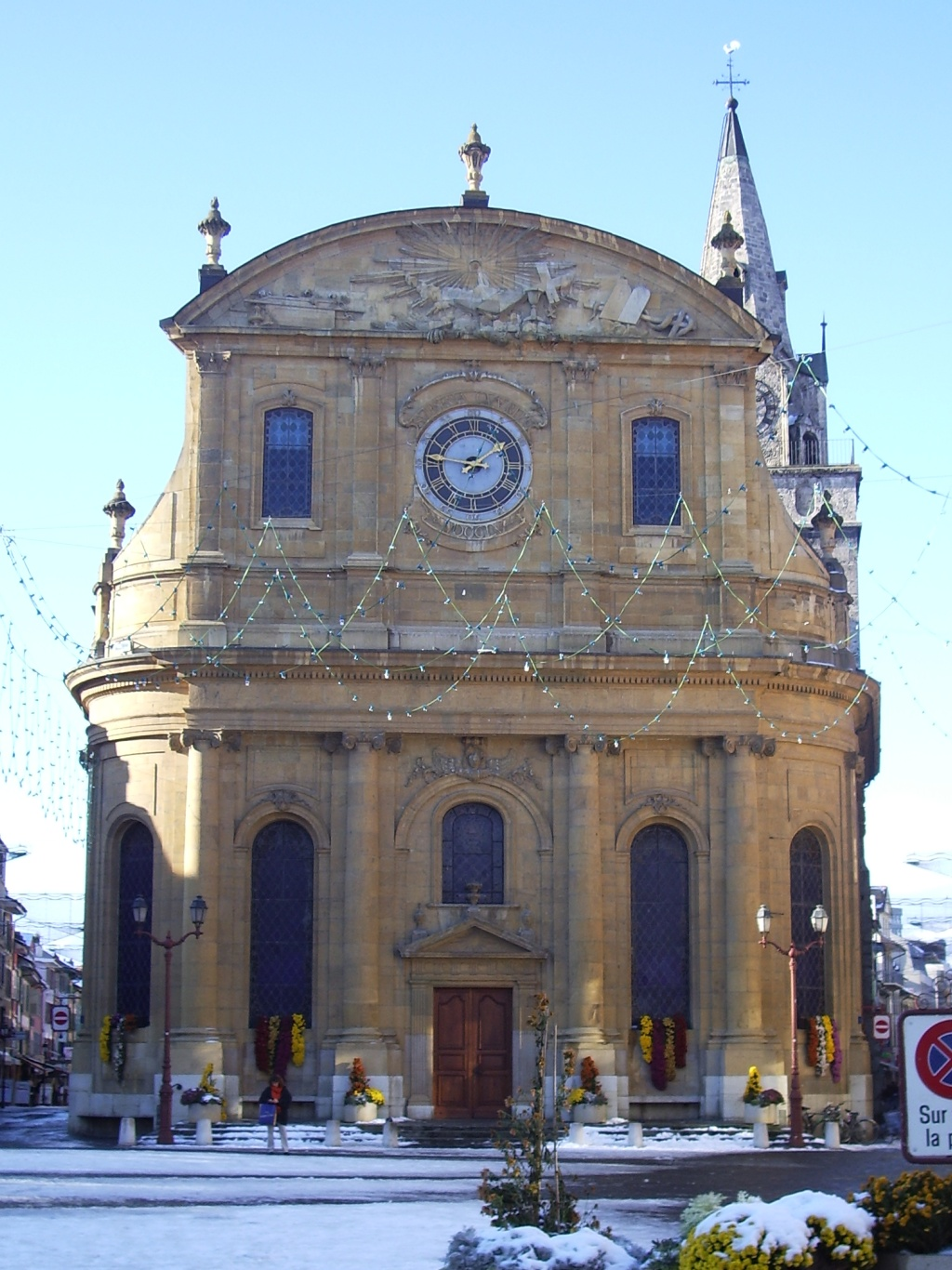
Església a la Plaça Pestalozzi

Yverdon-les-Bains és una ciutat i comuna suïssa del cantó de Vaud, situada al districte del Jura-Nord vaudois, del que n'és capital.

## Geografia
Es troba a les ribes del Llac de Neuchâtel. Limita amb les comunes de Belmont-sud-Yverdon, Cheseaux-Noréaz, Cuarny, Ependes, Grandson, Gressy, Montagny-près-Yverdon, Pomy i Treycovagnes.